# Кулеб'яка
Кулеб'я́ка (кулеб'я́ки) — пиріг з начинкою, традиційна російська страва.
На Московщині перші кулеб'яки готувалися з XVII століття виключно з дріжджового тіста, з декількома прошарками фаршу — з капусти, гречаної каші, крутих яєць, сушеної і вареної риби, грибів, цибулі, визиги та ін. У XIX столітті французькі кулінари, які працювали в Росії, сприяли отриманню міжнародної популярності кулеб'яки і адаптували її рецептуру під вимоги «високої кулінарії»: стали готувати з делікатнішого «французького» тіста, як начинку вживати дичину, печериці, рис, лосося і т. д.

## Приготування
Традиційна кулеб'яка робиться з дріжджового тіста, розкатаного в прямокутник товщиною 1 см; в центр викладається начинка, часто з кількох різних пластів, загортається, ретельно зліплюють. Згорнута кулеб'яка викладається швом вниз на намазане жиром деко і залишається на певний час, щоб тісто «підійшло». Перед запіканням в печі (духовій шафі) змазується зверху яйцем і проколюється в декількох місцях виделкою. Кулеб'яку, як правило, подають порізаною на шматки, политою топленим маслом — як самостійна страва і до бульйонів.

## Ресурси
- Рецепт приготування кулеб'яки з капустою [Архівовано 23 серпня 2010 у Wayback Machine.]